# Partena Security
Partena Security var ett statligt svenskt bevakningsföretag med sina rötter i ABAB. 1988 överfördes ABAB till Procordia som även innehöll verksamheter som städbolaget Renia och måltidsbolaget Sara Cater Partner. 1992 såldes eller ombildades verksamheterna till Partena Service. ABAB döptes om till Partena Security.
1995 köpte franska Sodexho upp Partena och bevakningsverksamheten lades ut till försäljning, där bland andra det amerikanska Pinkertons var intresserade.
1996 såldes bevakningsverksamheten till danska Falck, varefter det nya namnet blev Falck Security.